# Villa Aujourd'hui
La villa Aujourd’hui est une résidence moderniste construite par l’architecte américain Barry Dierks (1899-1960) en 1938 pour la mondaine Mrs Audrey Chadwick. Localisé au cap d'Antibes, Aujourd’hui se classe parmi les constructions les  plus notables créées par Dierks sur la Côte d’Azur et une des dernières expressions du style moderniste de l’époque d'avant guerre.

## Contexte
À partir de 1923 et sous l’égide du milliardaire américain Frank Jay Gould, la Côte d’Azur recommence à être un centre de villégiature estivale internationale. Avec son épouse, Florence, le couple attira des amis, famille, des artistes et membres du monde de finances pour des activités sportives, culturelles et mondaines.  En conséquence des financements du couple, Juan-les-Pins et Nice commencèrent à s'établir comme centres d’activité estivale pour le beau monde de la Côte d’Azur. Prenant le relais, Gerald et Sara Murphy s’installèrent au cœur du cap d’Antibes à la villa America dont ils firent jusqu’en 1932 le centre d’une mondanité raffinée et chaleureuse à laquelle participèrent Scott Fitzgerald, John Dos Passos, Serge Diaghilev ou Pablo Picasso.

## Historique
Mrs. Audrey Chadwick, une expatriée américaine et mondaine de la côte d’Azur, fit la connaissance de Barry Dierks, à qui elle commanda une résidence dans le style Art déco, qui fut à l’époque très recherché à Miami. Vers 1950, Jack Warner acquit la villa Aujourd’hui et y reçut des célébrités d’Hollywood comme Charlie Chaplin et Ava Gardner.

## Description
La villa s'élève sur un terrain dont l'architecte se plaisait à dire qu'il avait la superficie d'un piano à queue et remplaça une construction légère du tournant du siècle baptisée Bungalow. En exploitant la dissymétrie du terrain, Dierks conçut une entrée moderniste avec une façade ondulante osée et une demi-lune, éléments qui sont uniques sur la Côte d’Azur.
Le corps principal abrite une enfilade des pièces de réception et salon.  Au rez-de-chaussée, le vestibule transversal ouvre directement face à l'entrée sur la salle à manger et se distingue par un escalier tournant suspendu, à rampe en barreaux de verre de Venise et main-courante cérusée. La cage de l'escalier est éclairée par une verrière cintrée peinte, à motif abstrait. À l'ouest, le vestibule ouvre sur une succession de terrasses bordées par le rivage.
De part et d'autre de la salle à manger, il y a le salon qui s’ouvre sur le panorama de Golfe-Juan et de Juan-les-Pins ; et à l'opposé l'office, la cuisine et les annexes, dont le garage.  Le salon est également noté par un grand tapis (dessiné par Roger-Henri Expert et Pierre Patout), tissé à Cogolin pour le Pavillon français de l'Exposition internationale de 1939 à New York. Le tapis décora le salon en 1948 mais n’est plus en place. Les pièces sont peintes en dégradés de blanc avec de fines cheminées de marbre noir.
À l’étage, on compte cinq chambres avec salle de bain ou cabinet de toilette et penderie, et une salle de bain pour quatre chambres de domestiques.